# Kitsch
|  | Aquest article tracta sobre l'estil kitsch. Vegeu-ne altres significats a «Kitsch (grup de rock)». |

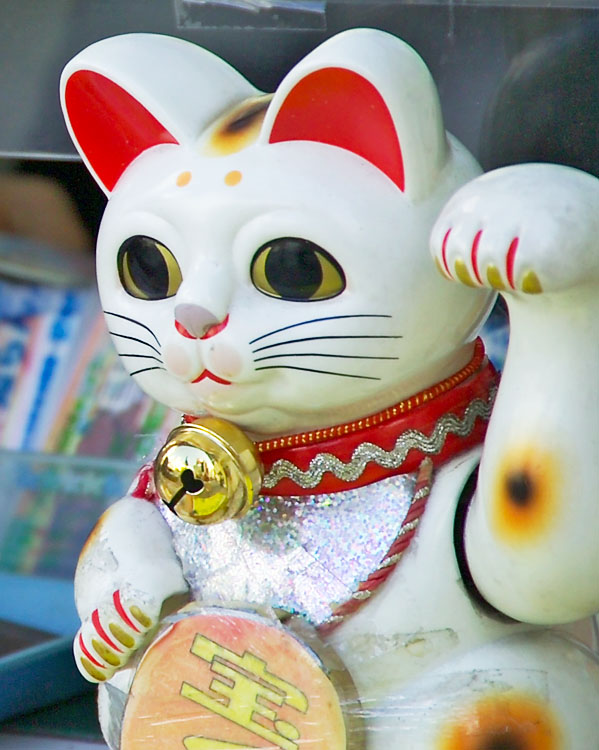
Exemple de kitsch japonès

Kitsch és el tipus d'art considerat una còpia inferior d'un estil existent o, en un sentit més general, qualsevol art de descarada mala qualitat i alhora pretensiós, que cau en el mal gust i la lletjor, o també a productes comercials vulgars volent ser art.
El kitsch està associat a l'art sentimental perquè va néixer com una resposta a una gran quantitat d'art al segle xix, en el qual l'estètica artística es confonia amb un sentit del sentimentalisme exagerat o melodrama. Tanmateix, també pot ser kitsch qualsevol tipus d'art deficient per raons similars. Imita el superficial d'allò artístic quan vol semblar o resultar sentimental, elegant, teatral, o creatiu. També es diu sovint que depèn només en merament repetir una convenció o una fórmula, però sense el sentit de creativitat i originalitat mostrada en l'art genuí.
El Kitsch s'ha considerat com un producte comercial de la societat industrial que ha sigut produïda pels mitjans de comunicació de massa. Aquests productes comercials eren reproduïts mecànicament amenaçant el veritable art. Aquest terme està vinculat amb els arquetips i clixés, ja que no té una originalitat pròpia. Més tard, s'ha relacionat el terme amb l'estètica del mal gust en l'art i posteriorment ha estat reivindicat per ser divertit, retro, amb un humor involuntari o irònic.
Cal destacar, que el kitsch s'associa generalment a la cultura europea o nord-americana. Per exemple, el concepte de la cultura japonesa Kawaii és una qualitat oposada a l'ideal estètic de refinament i té un paper destacat en la cultura popular i l'entreteniment.

## Etimologia

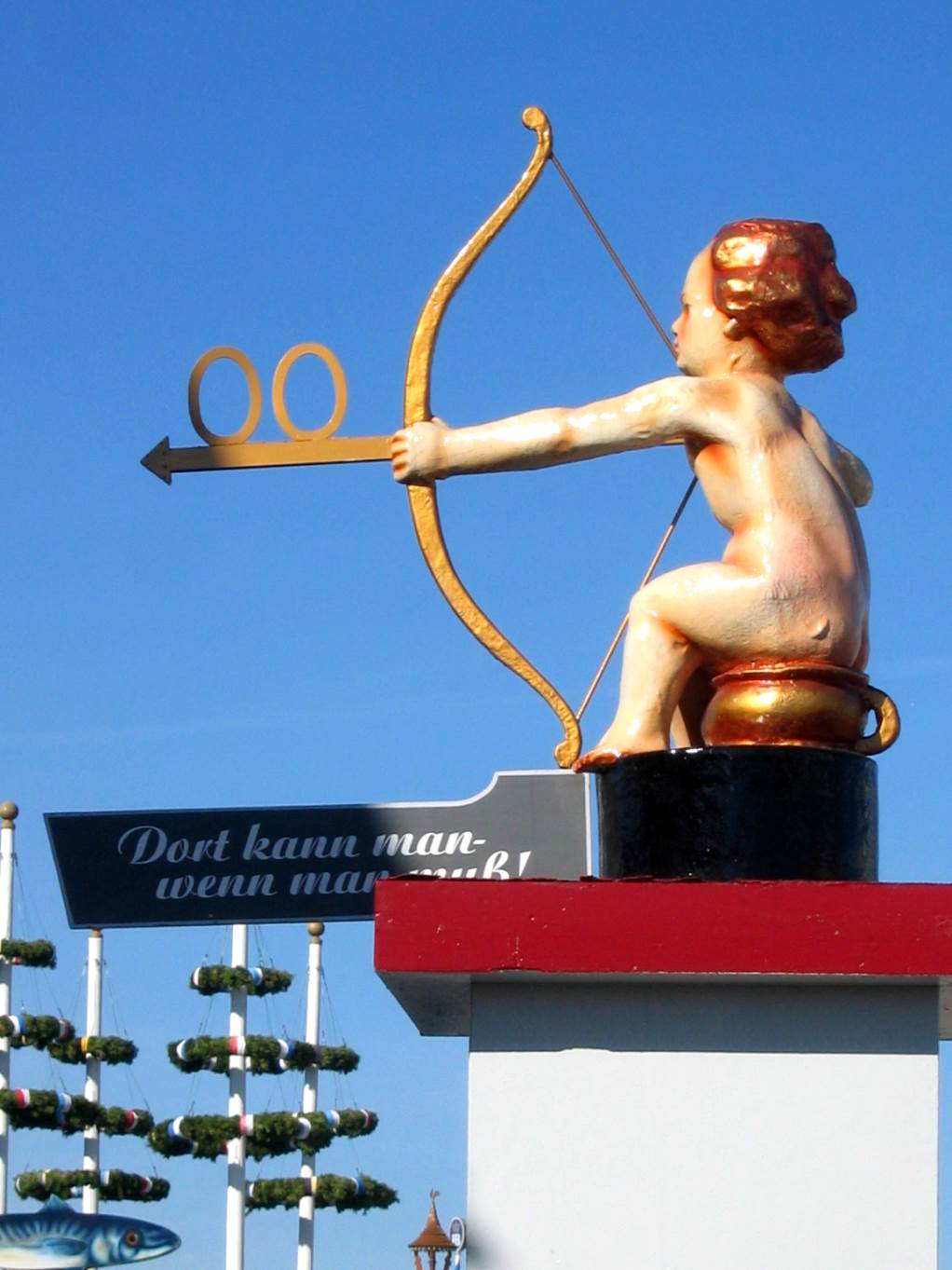
Senyalització festiva a Múnic

Kitsch (/ kɪtʃ /) és un terme d'origen alemany o potser ídix. La paraula "Kitsch" no té un origen concret però, segons el diccionari etimològic de Friedrich Kluge i Richard Avenarius, va sorgir entre els pintors alemanys al voltant dels anys 1860 i 1870 als mercats d'art de Múnic per designar coses artístiques barates. En aquell moment també es va asociar amb l'acte de desordre en les carrers, kitschen, i l'instrument amb el qual es va fer això, kitsche.
Segons Gilbert Highet procedeix del rus kitchit'sya, que vol dir "ser desdenyosa i orgullosa". La paraula "Kitsch" entesa com l'art del mal gust o el copiat del “gran art” va sorgir al segle xix i al segle xx, amb l'auge de la producció industrial, es va associar amb mitjans d'entreteniment barat, considerat decoratiu o evocadora del gust "baixa cultura".

## Història

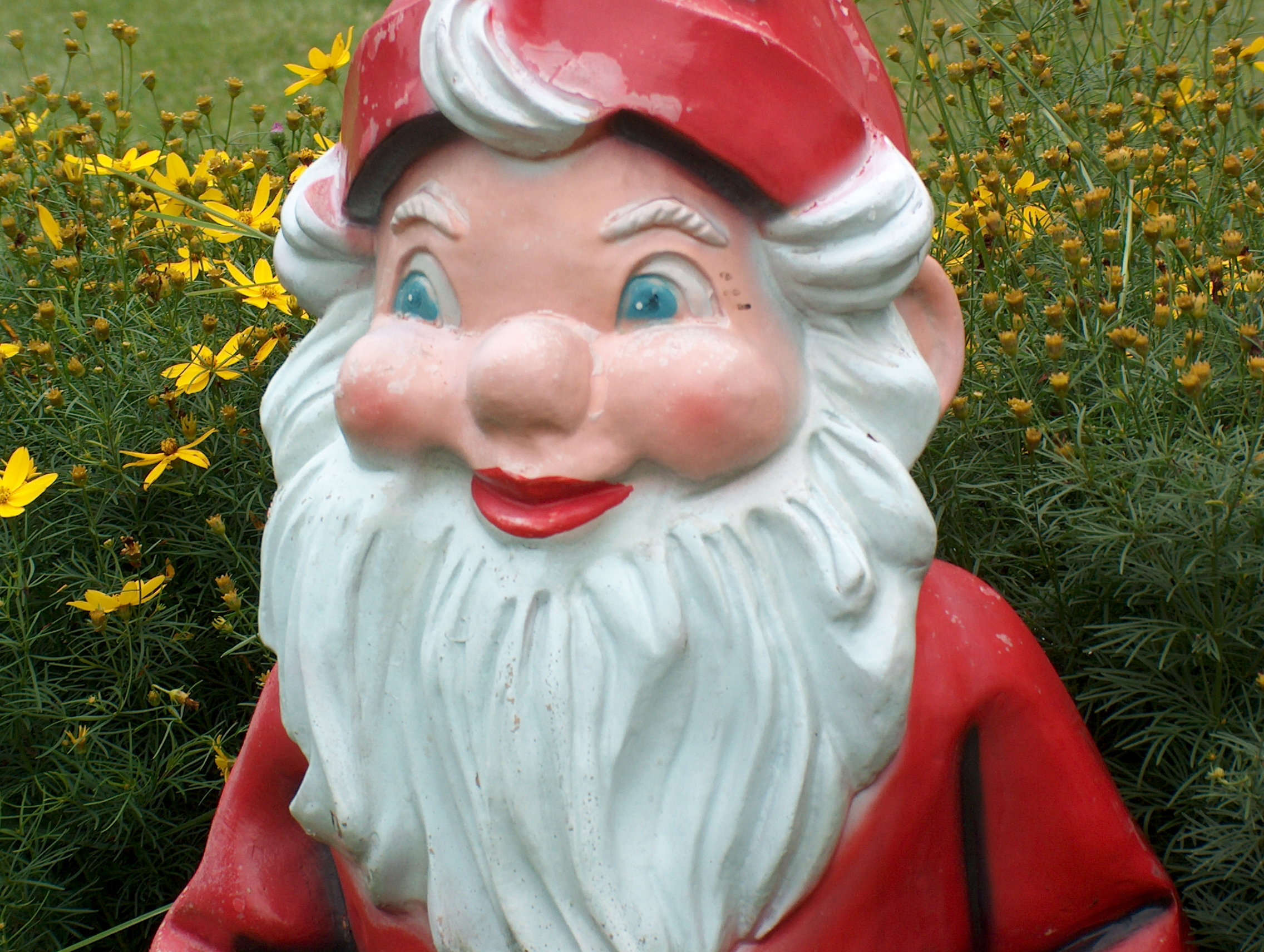
Els nans de jardí són una mostra de kitsch comercial

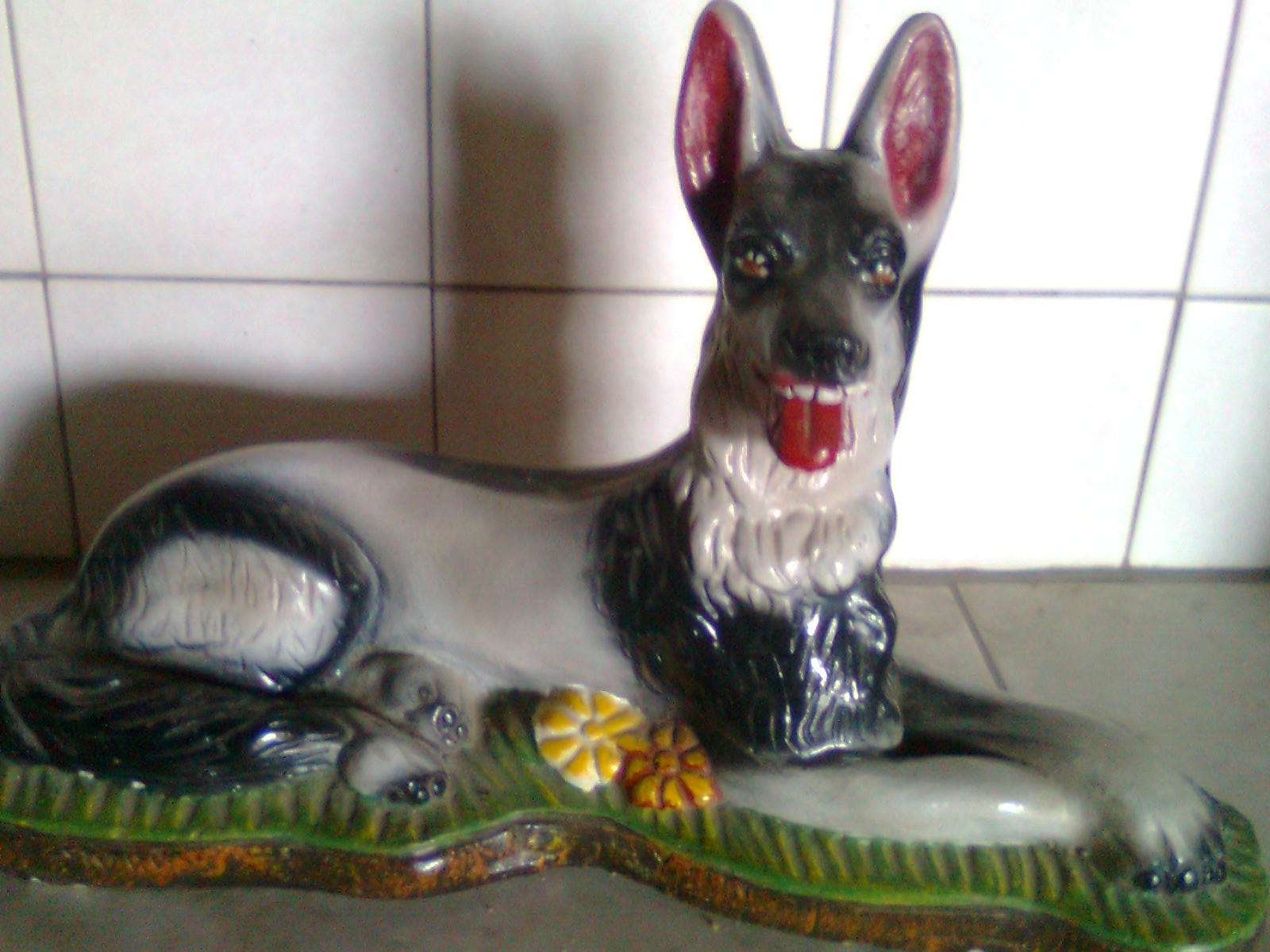
Figureta decorativa kitsch

Theodor Adorno va identificar aquest terme amb la cultura de masses i la industrialització. Norbert Elias va publicar al 1935 l'Estil kitsch i l'Edat del kitsch, on va dir que el Kitsch no és definible per qualsevol norma estètica atemporal, sent una categoria estètica falsa d'una societat que ha perdut la confiança en el seu propi estil. El Kitsch també ha sigut tractat per altres autors com Walter Benjamin, qui indicava que el Kitsch és un art utilitzable i momentani que ofereix una comprensió immediata sense esforç intel·lectual. Umberto Eco o Hermann Broch, entre d'altres també han tractat aquest terme.
De fet, Clement Greenberg va escriure el 1939 l'article Avantguarda i Kitsch, el qual indica la naturalesa implacable de l'oposició entre el Kitsch i l'art d'avantguarda, que defineix l'estil com "làmina" i "falses sensacions". L'augment del consumisme als Estats Units i Europa en els anys 50 i 60 va generar un interès artístic en la cultura popular, però, sovint amb un ull cap al desmantellament de la bretxa entre ostensiblement "belles arts" i atractiu per a les masses; a cap part va ser això més notable que amb la pujada de l'art pop.
La idea que alguna cosa pot ser "tan dolent que és bo" va fer que per alguns el terme Kitsch ja no contingués les associacions negatives que una vegada que ho va fer, i alguns artistes van crear obres que abraçaven el mal gust i qüestionaven l'alta i la baixa divisió en l'art.
La majoria dels estudios han coincidit que es tracta d'un esdeveniment cultural recent, que deriva dels avenços derivats de la Revolució Industrial i la tecnologia provocat per un augment de les classes altes, l'augment de la conseqüent urbanització, l'afluència massiva dels camperols a les ciutats, la dissolució de les cultures tradicionals i el folklore, l'educació superior del proletariat i l'assoliment d'un increment del temps dedicat a l'oci que genera l'anomenada Cultura de Masses.
En definitiva, la visió negativa que s'aprecia en els primers autors anirà canviant a partir de la dècada dels anys 70, quan es pren realment consciència del Kitsch. Comencen a aparèixer artistes que utilitzen deliberadament el Kitsch, passant ara a dir-se "camp", que no és un altre cosa que la visió del Kitsch de manera conscient.

## Galeria d'imatges

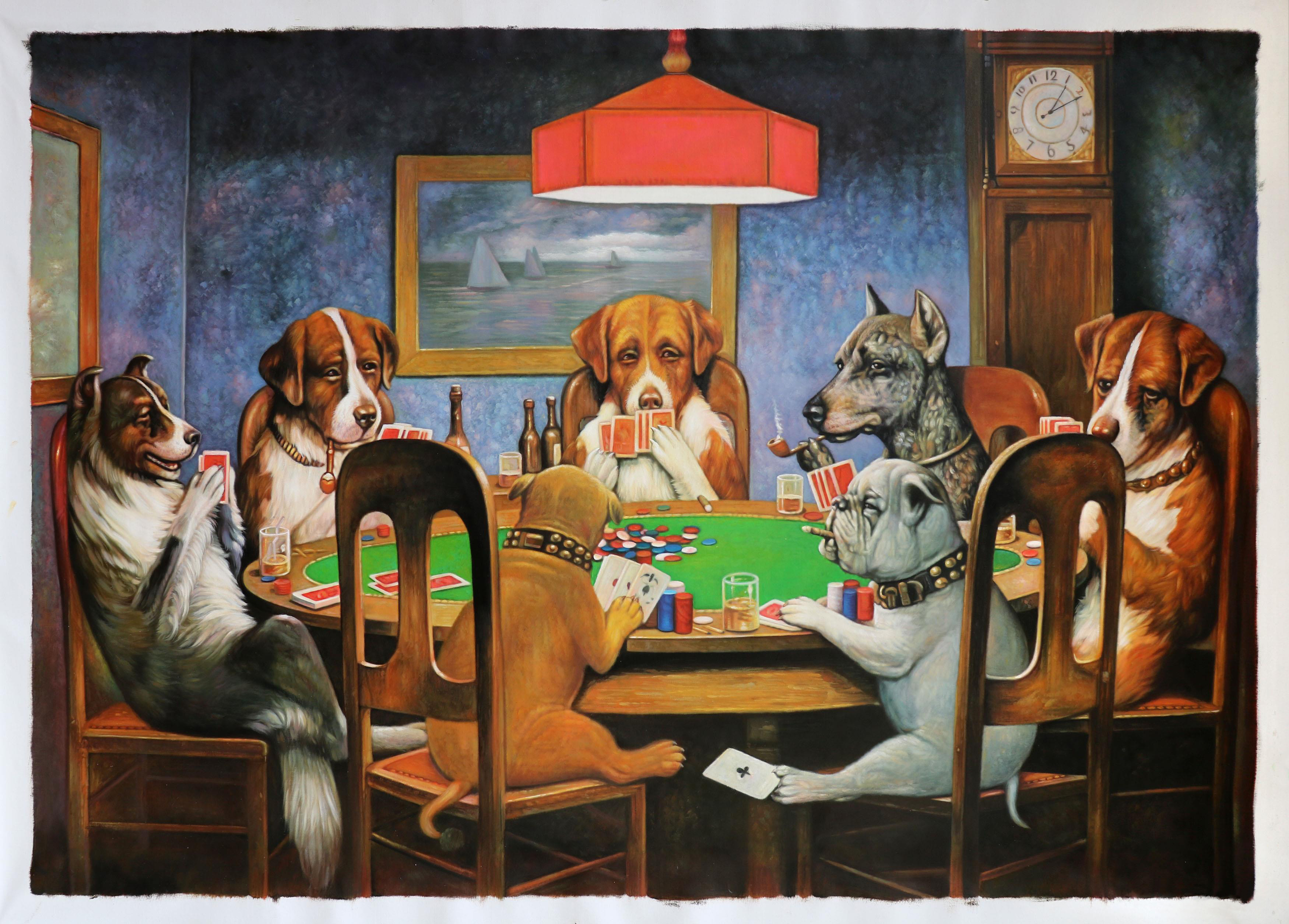
Gossos jugant a poker en una pintura de Cassius Marcellus Coolidge en un exemple de pintura kitsch
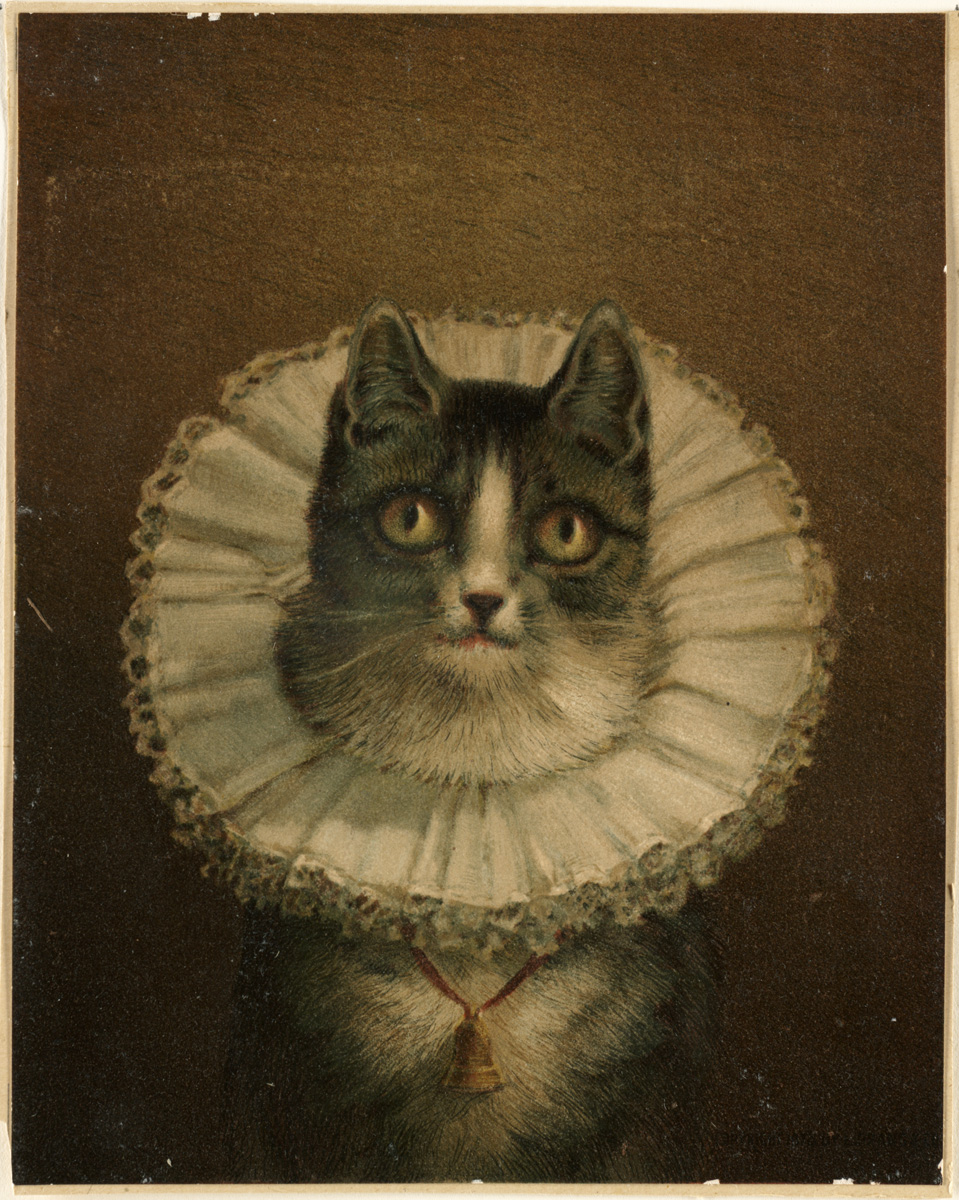
Exemple kitsch en una popular litografia humorística de finals del segle xix de Frederick Dielman
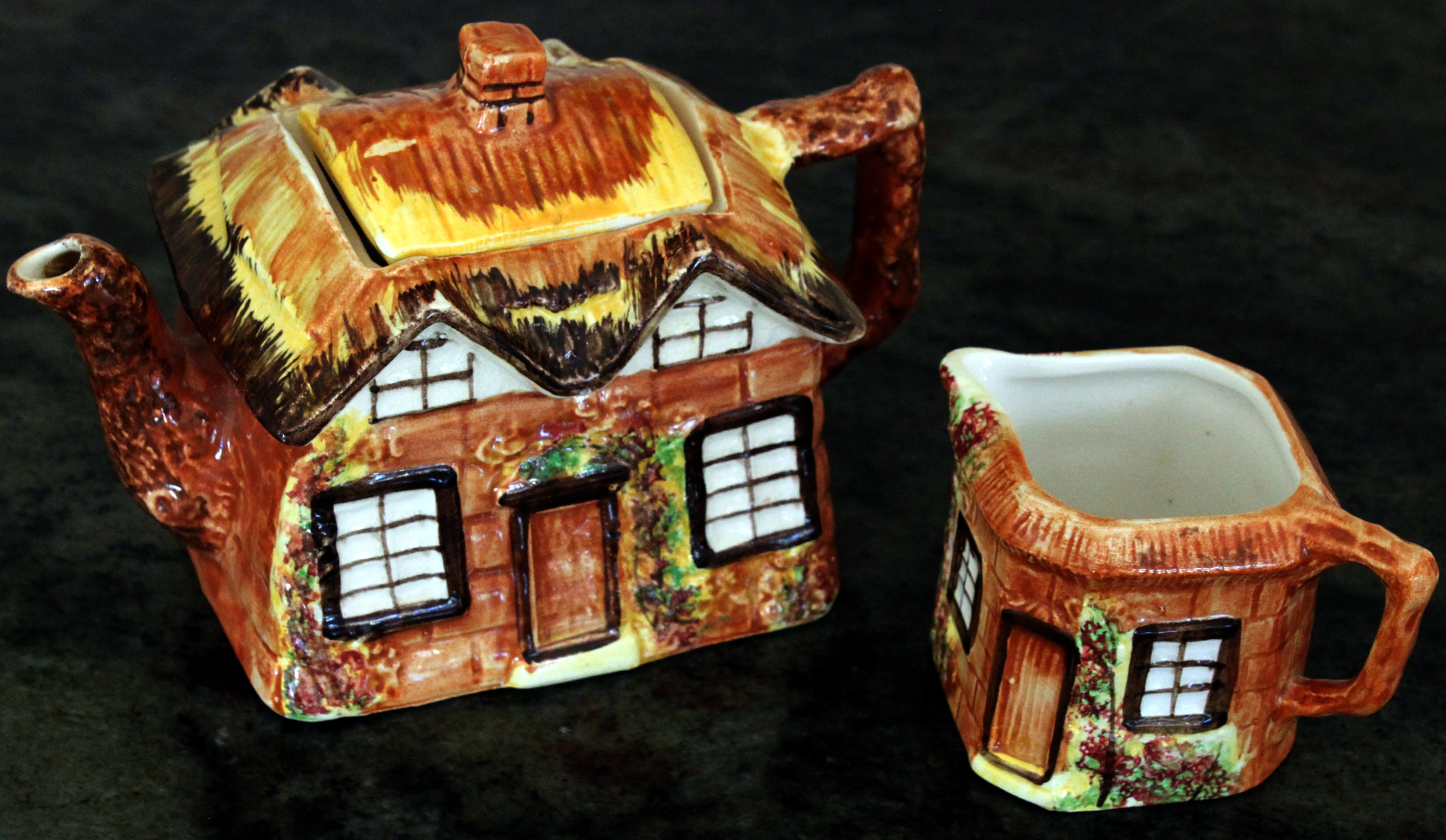
Joc de tassa i tetera produït en massa i pintat com si fos una casa vella
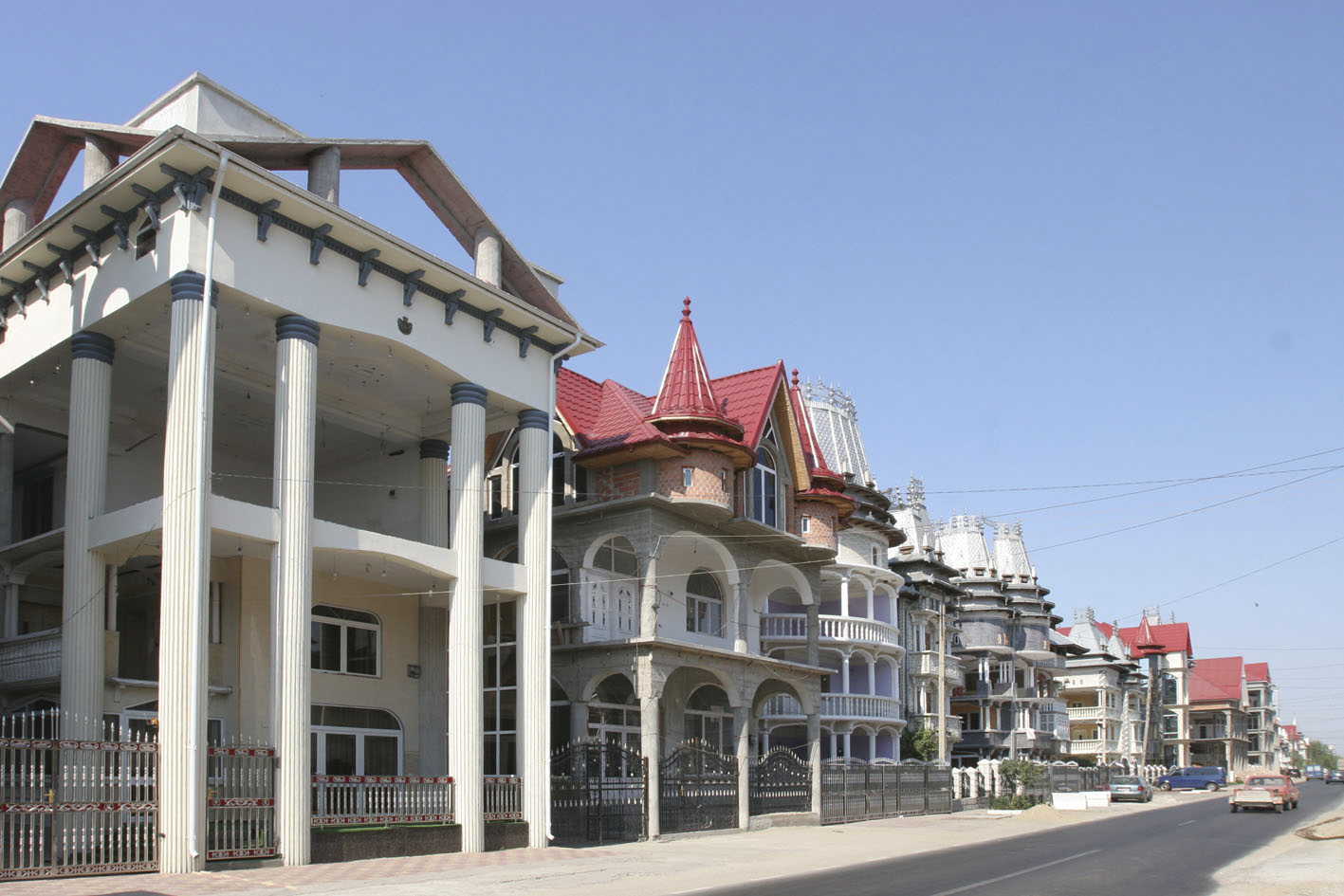
Exemple d'arquitectura kitsch